# Tetraethylammoniumtetrachloroaurat
Tetraethylammoniumtetrachloroaurat, nach IUPAC Tetraethylammoniumtetrachloridoaurat, ist ein Salz aus der Gruppe der quartären Ammoniumverbindungen und Tetrachloroaurate.

## Herstellung
Tetraethylammoniumtetrachloroaurat kann durch Reaktion von Tetrachlorogoldsäure mit Tetraethylammoniumchlorid hergestellt werden.

## Reaktionen
Tetraethylammoniumtetrachloroaurat dient als Edukt zur Herstellung von Goldkomplexen. So wurde daraus beispielsweise ein Zwischenprodukt zur Herstellung eines Gold-Nickel-Clusters synthetisiert. Durch Reaktion von Tetraethylammoniumtetrachloroaurat mit Iodwasserstoff können die Chloratome gegen Iod substituiert werden. Weiterhin wurden daraus Eisen-Gold-Nanopartikel mit einer Hülle aus Carbonylliganden hergestellt.